# Теорема Деррика
Теорема Деррика — это фундаментальная теорема, которая гласит, что солитонные решения нелинейных волновых уравнений или уравнения Клейн — Гордона в пространстве трёх и больше измерений неустойчивы.

## Формулировка
В работе 1964 г.
 Г. Деррик проанализировал устойчивость локализованных стационарных решений
в различных вариантах теории поля. Он показал, что решения нелинейных волновых уравнений в пространстве трех и больше измерений
неустойчивы.
Теорема Деррика формулируется следующим образом:
Пусть {\displaystyle \phi _{a}} скалярное поле и {\displaystyle L} - плотность лагранжиана этого скалярного поля, а плотность энергии
{\displaystyle \epsilon =\epsilon _{4}+\epsilon _{2}+\epsilon _{0}} где:
{\displaystyle \epsilon _{0}=g(\Phi )}
{\displaystyle \epsilon _{2}=||\partial _{j}\Phi ||^{2}}
{\displaystyle \epsilon _{4}=f(\Phi )\partial _{j}\phi ^{a}\partial _{k}\phi ^{b}\partial _{l}\phi ^{c}\partial _{m}\phi ^{d}M_{abcd}^{jklm}(\Phi )}
Здесь {\displaystyle g} и {\displaystyle M} такие гладкие отображения {\displaystyle P\to C}, что соответствующие интегралы {\displaystyle E_{2},E_{4},E_{0}} конечны и положительны.
Тогда плотность Лагранжиана не имеет стационарных локализованных стабильных решений, если
{\displaystyle (2-D)E_{2}+(4-D)E_{4}-DE_{0}\neq 0}
Это приводит к уравнению, которое называется вириальной теоремой для солитонов
{\displaystyle \left({\frac {d}{d\lambda }}E_{\lambda }\right){\Bigl |}_{\lambda =1}=(2-D)E_{2}+(4-D)E_{4}-DE_{0}=0}